# Paul Seeger

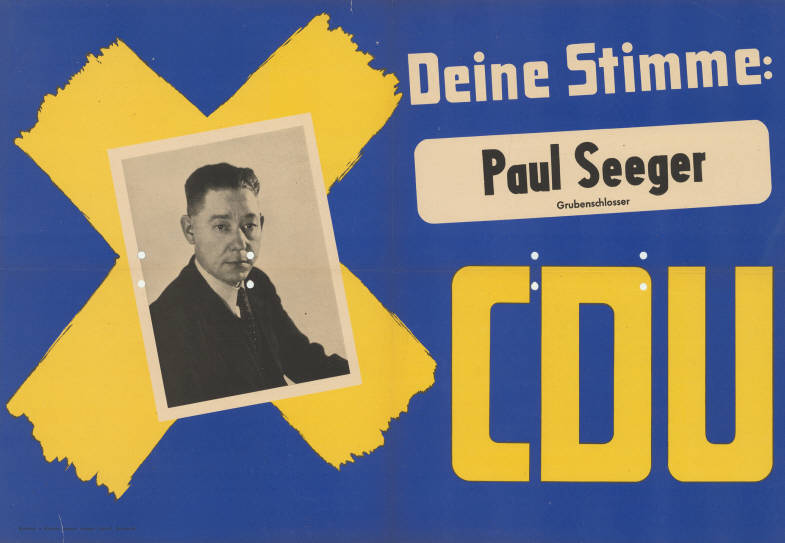
Paul Seeger auf einem Landtagswahlprogramm 1950

Paul Seeger (* 27. August 1902 in Dortmund; † 1. September 1980) war ein deutscher Politiker und Landtagsabgeordneter der CDU.

## Leben und Beruf
Nach dem Besuch der Volksschule absolvierte er eine Schlosserausbildung und besuchte die Staatliche Fachschule für Wirtschaft und Verwaltung in Düsseldorf. Anschließend war Seeger als Schlosser, Dreher, Gewerkschaftssekretär und städtischer Angestellter tätig.
1945 trat er der CDU bei. Er war in zahlreichen Gremien der Partei aktiv. Neben diesen Aktivitäten engagierte sich Seeger in der evangelischen Kirchenarbeit und in der Gewerkschaftsarbeit.

## Abgeordneter
Vom 20. April 1947 bis zum 4. Juli 1954 war Seeger Mitglied des Landtags des Landes Nordrhein-Westfalen. Er wurde jeweils im Wahlkreis 092 Recklinghausen-Land, Mitte direkt gewählt. Dem Stadtrat der Stadt Marl und dem Kreistag des Landkreises Recklinghausen gehörte er ab 1945 an.